# Thomas Stangassinger
Thomas Stangassinger (* 15. září 1965, Hallein, Rakousko) je bývalý rakouský reprezentant v lyžování, olympijský vítěz ve slalomu na ZOH v Lillehammeru v roce 1994.
Desetkrát zvítězil v závodech Světového poháru, dvakrát stál na stupních vítězů v závodech mistrovství světa.